# Кларк, Джо (футболист, 1874)
Джо́зеф Ка́ртер Кларк (англ. Joseph Carter Clark; 1874 — дата смерти неизвестна), более известный как Джо Кларк (англ. Joe Clark) — шотландский футболист. Выступал на позиции инсайда.

## Биография
Уроженец Данди, сезон 1895/96 Джо провёл в клубе Второго дивизиона Футбольной лиги Англии «Лафборо», сыграв в 15 матчах и забив 3 мяча. Команда финишировала на 12-м месте.
В следующем сезоне перешёл в шотландский клуб «Данди». Провёл в команде два сезона, сыграв в общей сложности 34 матча и забив 10 мячей.
В сентябре 1899 года перешёл в клуб «Ньютон Хит» из Манчестера. Дебютировал за команду 30 сентября 1899 года в матче Второго дивизиона против шеффилдского клуба «Уэнсдей». Всего в сезоне 1899/1900 провёл за команду 9 матчей (по другим данным, провёл только 8 матчей: согласно книге The Definitive Newton Heath F.C., в матче против «Уэнсдей» 30 сентября 1899 года под номером «9» сыграл не Кларк, а Джимми Коллинсон). В том же сезоне провёл 1 матч за «Мидлсбро».
В 1900 вступил в ряды Британской армии, завершив футбольную карьеру. Принимал участие в англо-бурской войне.